# Szmolenszki légi katasztrófa
A szmolenszki légi katasztrófa 2010. április 10-én történt, amikor a Lengyel Légierő 101-es oldalszámú Tu–154M utasszállító repülőgépe Oroszországban, a szmolenszki katonai repülőtér közelében lezuhant. A gép fedélzetén a lengyel elnök, Lech Kaczyński, valamint az ország politikai és katonai vezetésének számos tagja utazott a katyńi vérengzés 70. évfordulójának alkalmából tartott megemlékezésre. A repülőgép 96 utasa közül senki sem élte túl a katasztrófát.

## A katasztrófa
Moszkvai idő szerint 10:56, magyar idő szerint 08:56 órakor zuhant le a gép, a lengyel elnökkel a fedélzetén. Kaczyński a katyńi vérengzés 70. évfordulójának alkalmából tartott megemlékezésre igyekezett a lengyel delegáció társaságában. Dmitrij Medvegyev orosz elnök azonnal vizsgálatot rendelt el egy Vlagyimir Putyin miniszterelnök vezette különbizottság felállításával. A szerencsétlenség a repülőtértől 400 méterre történt. A Szmolenszki terület kormányzója, Szergej Antufjev megerősítette egy orosz hírcsatornának, hogy a katasztrófát senki sem élte túl. Az orosz hírügynökségek jelentései szerint a személyzet hibáját sem zárják ki mint a baleset okát. A holttesteket Moszkvába szállították azonosítás végett, és még aznap délután megtalálták Kaczyński holttestét is.

## A baleset okai

A gép útvonala

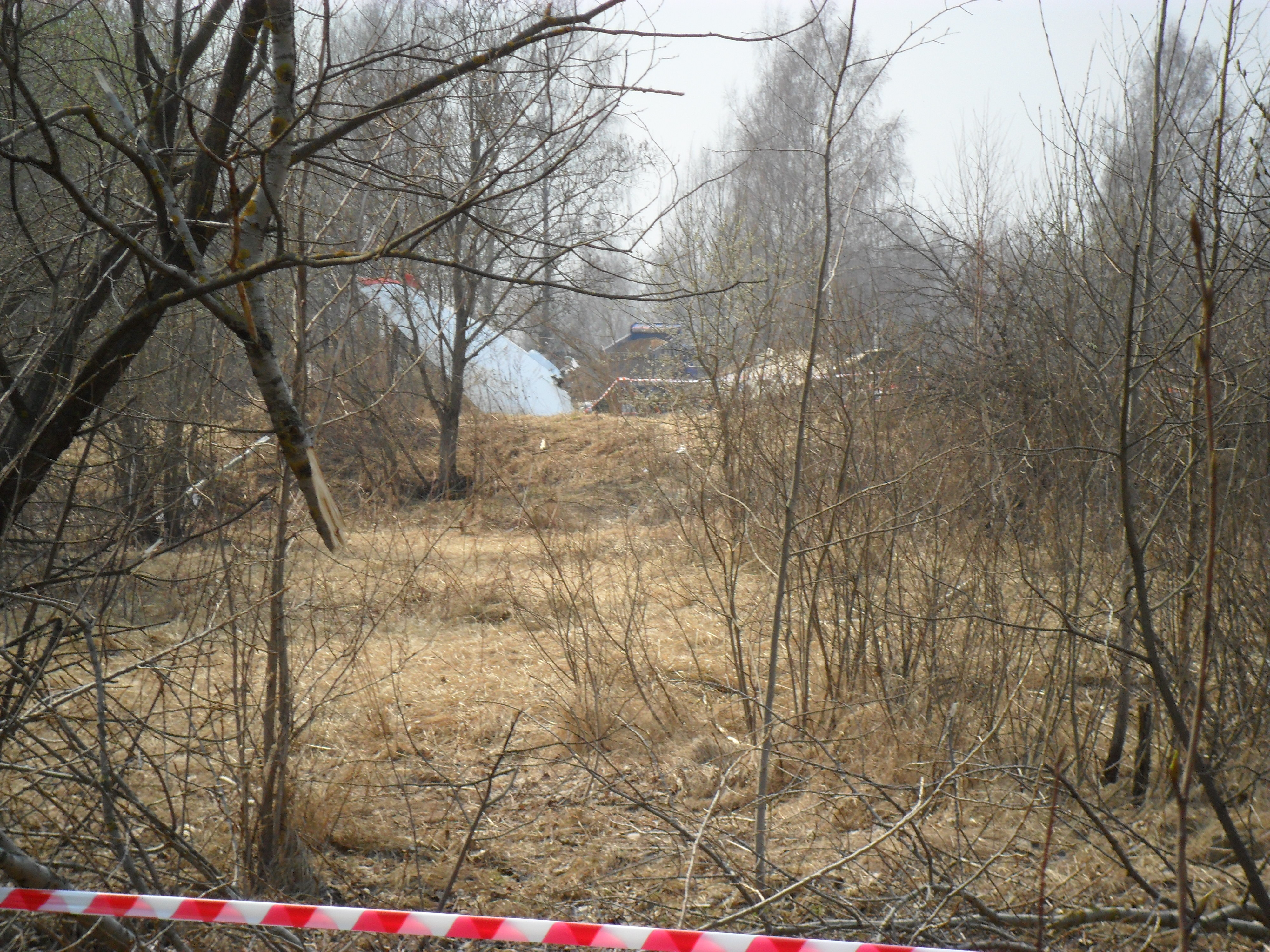
A lezuhant Tu–154-es roncsai a Szmolenszk melletti erdőben

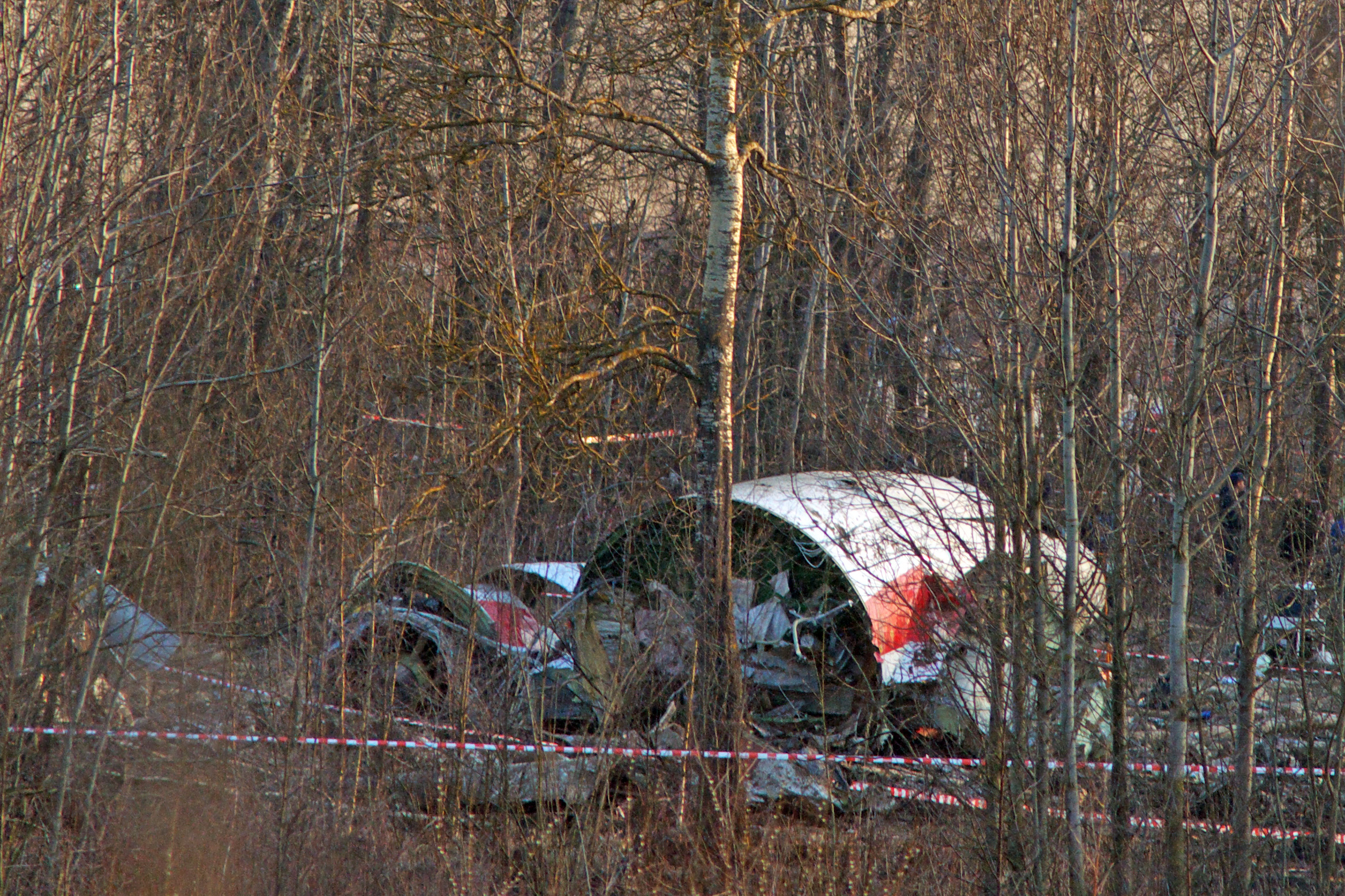
A repülőgép leszakadt hajtóművei

A balesetet az első vélemények szerint az okozta, hogy a légi irányítás és a repülőtér műszerezettségének korlátai ellenére a sűrű ködben a leszállást megkísérlő repülőgép az ereszkedés során túl gyorsan süllyedt (a talajt futópálya eleje előtt érte el), és hozzáért a szmolenszki katonai repülőtér melletti erdő fáinak koronájához. A repülőtér nem rendelkezett műszeres leszállító rendszerrel, mivel 2009 decemberéig csak katonai bázisként működött. Az irányítás hiába javasolta a kapitánynak, hogy ne Szmolenszkben, hanem Minszkben vagy Moszkvában landoljon, ő mégis megkísérelte a leszállást. Habár az első jelentések még négy leszállási kísérletet valószínűsítettek, valójában csak egy történt. A süllyedés közben a repülőgép hozzáért a fák csúcsához, majd a futópályától körülbelül 400 méterre lezuhant. Az elmondások szerint a 26 éves repülőgép jó állapotban volt, előtte egy évvel újították fel. A tragédiát – egyes feltételezések szerint – az okozhatta, hogy a személyzet nem ismerte eléggé a szovjet típus azon tulajdonságát, miszerint ferdéből vízszintesbe hozva a megkezdett ereszkedés során nagyon hirtelen felgyorsul a süllyedés mértéke.
2008 augusztusában a gép egy másik kapitányának már volt konfliktusa Lech Kaczyńskival, mert az orosz–grúz háború idején biztonsági okok miatt a háború sújtotta Tbiliszi helyett az attól 350 km távolságban levő azerbajdzsáni Gandzsában (azeri írással Gəncə) szállt le, a fedélzeten lévő Kaczyński (aki elnökként a fegyveres erők főparancsnoka, azaz a gép kapitányának is elöljárója) határozott utasítása ellenére. Lech Kaczyński akkor emiatt parancsmegtagadással vádolta. Említésre méltó az is, hogy ennek a járatnak a másodpilótája volt az a pilóta, aki a 2010-ben lezuhant járat kapitányaként szolgált.
Az első értesülések szerint a balesetben szerepet játszhatott maga az államfő, aki sürgethette a pilótát, hogy itt szálljon le, ne repüljön tovább. Később az ügyészségi vizsgálatok során nem találtak arra utaló jelet, hogy a fedélzeten ülők közül bárki sürgette vagy kényszerítette volna a gép pilótáját a szmolenszki leszállásra. A feketedoboz vizsgálatából viszont egyértelműen kiderült, hogy nem csak a személyzet tartózkodott a pilótafülkében a lezuhanás előtt: a pilótafülkében tartózkodott Andrzej Błasik, a lengyel légierő főparancsnoka és Mariusz Kazana, a diplomáciai protokollszolgálat vezetője, s a gép 15 méterrel a futópálya szintje alatt repült. A részletek terén a lengyel és az orosz fél értékelése több ponton eltér.
A későbbi vizsgálatok során bebizonyosodott, hogy a lengyel légierő főparancsnoka is a pilótafülkében tartózkodott, de nem gyakorolt nyomást a pilótára. Egy másik személy is belépett korábban a pilótafülkébe rövidebb időre, de ki is ment onnan még a katasztrófa előtt. A nyomozás végül arra jutott, hogy a tragédia a pilóták hibájából következett be: a repülőgép rendszere automatikusan jelzett nekik, hogy alacsonyan repülnek, ők mégis figyelmen kívül hagyták a jeleket. „A nyomozócsoport lengyel tagja, Edmund Klich elmondta, hogy a gép személyzete figyelmen kívül hagyta a talaj veszélyes közelségét jelző vagy a gép felemelésére utasító automatikus riasztásokat. »Amikor 100 méteres magasságban voltak, fel kellett volna emelniük a repülőt, nem pedig folytatni a leszállást« – mondta Klich a pilótafülkében elhangzottak alapján.” A lengyel légierő parancsnokának jelenléte ugyanakkor jelenthetett némi nyomást a pilótára.
2010. június 1-jén nyilvánosságra hozták a pilótafülkében a lezuhanás előtti 40 percben elhangozottakat. Eszerint a fedélzeti automatika az utolsó percben legalább tucatszor figyelmeztette a pilótákat arra, hogy növeljék a repülési magasságot, mert a gép közel került a talajhoz.
2011 januárjában került napvilágra az orosz vizsgálóbizottság végső jelentése, mely szerint alkoholt találtak Andrzej Błasik tábornok, a lengyel légierő parancsnokának vérében, aki a zuhanás előtt a pilótafülkében tartózkodott, ezenkívül ő és Kaczyński is nyomást gyakoroltak a pilótákra, hogy a köd ellenére Szmolenszkben landoljanak. A bizottság arra jutott, hogy „hiányosságok mutatkoztak meg a pilóták felkészültségében egy kiélezett helyzetben, illetve abban, hogy döntsenek egy másik repülőtér kiválasztásában”: „rossz hatással volt a pilóták döntési képességére az a tény, hogy a lengyel légierő parancsnoka, a protokollfőnök, valamint a repülőgép fő utasa [a lengyel elnök] pressziót fejtettek ki rájuk”. A bizottság vezetője szerint „a különgép pilótái többször kaptak információkat a kedvezőtlen időjárásról a szmolenszki Szevernij repülőtér légi irányítóitól és egy nem sokkal korábban ott landoló” lengyel „Jak–40-es gép személyzetétől”, ám „a Tu–154-es különgép pilótái mégsem amellett döntöttek, hogy egy másik repülőtéren teszik le a gépet, és ez volt a kezdete a katasztrófához vezető eseménynek”.
Az RMF FM lengyel rádióadó arról adott hírt 2010 októberében, hogy a gép pilótája, Protasiuk is tapasztalatlan volt: mindössze néhány órát gyakorolt ilyen típusú gépen, azt is csak másodpilótaként, és nem volt tapasztalata a veszélyhelyzetekben. A pilóta hibáját már napokkal a katasztrófa után is feltételezték. Egyúttal a katonai meteorológusoknak is felrótták 2010 májusában, hogy idejétmúlt jelentést adtak a pilótáknak, és nem értesítették a repülőgép személyzetét a rosszabbodó időjárási viszonyokról, írta a Rzeczpospolita című lengyel napilap. Decemberben Donald Tusk lengyel miniszterelnök úgy nyilatkozott, hogy a balesetről készült orosz jelentés elfogadhatatlan, mert a dokumentum hiányos és/vagy tévedéseket tartalmaz, ezért végkövetkeztetései megalapozatlanok. A lengyel és az orosz vizsgálat nem tudott dűlőre jutni a felelősség megállapítása terén: mindkét fél a másiknak rótt fel különböző hibákat.

## Reakciók

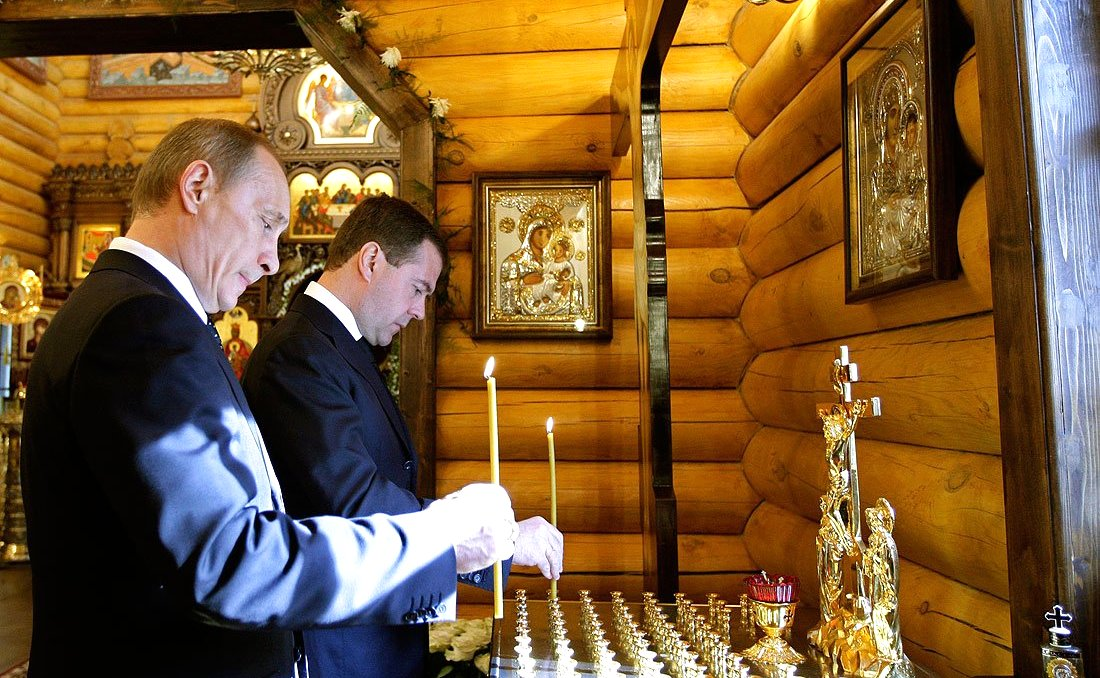
Putyin orosz kormányfő és Medvegyev elnök gyertyákat gyújtanak az elhunytak emlékére

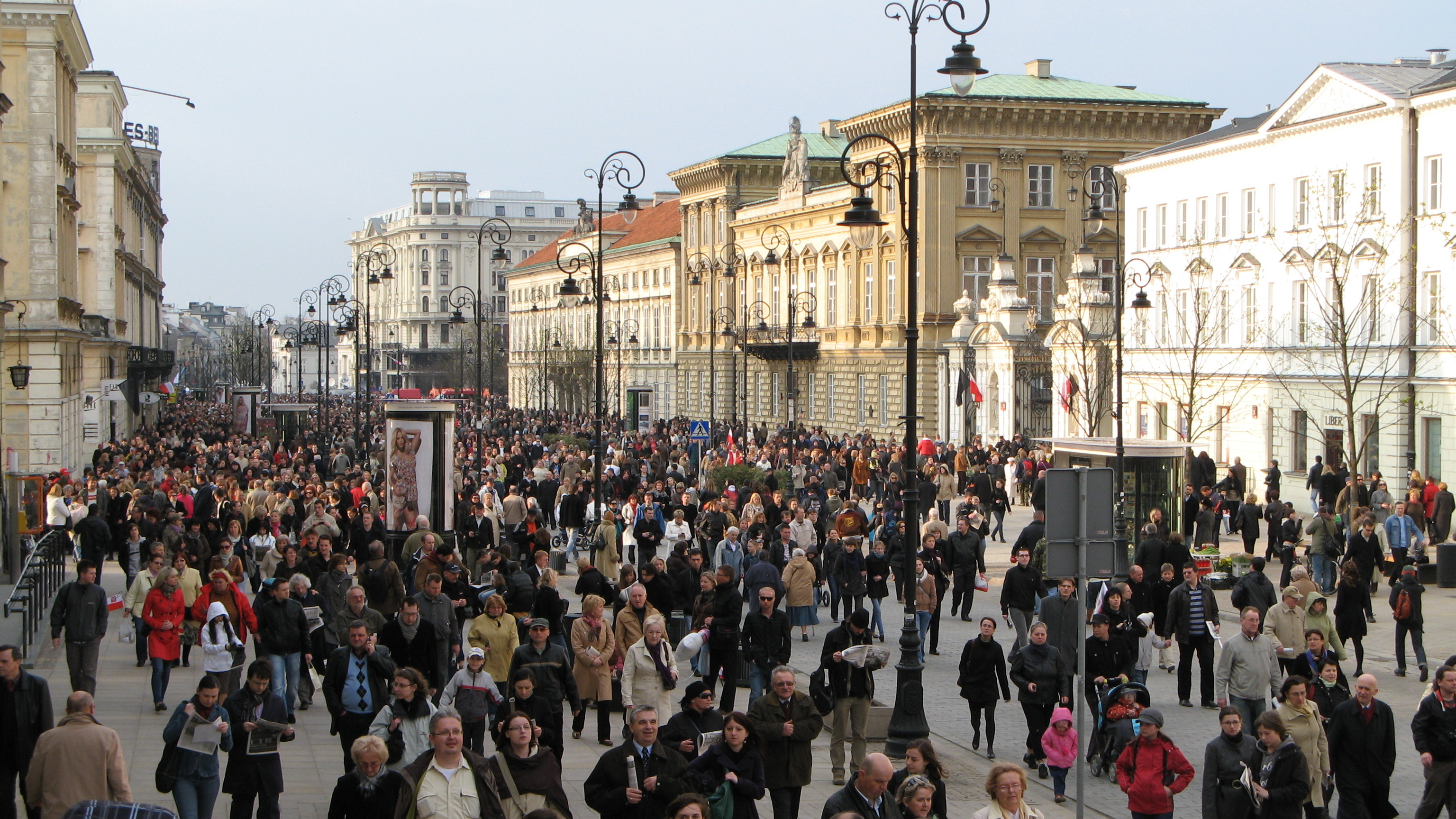
A tragédia után egy nappal rendezett emlékmenet Varsóban

A világon számos vezető részvétét fejezte ki. Nicolas Sarkozy francia elnök szerint a lengyel elnök „igazi hazafi volt, aki egész életét az országának szentelte”. „Elképzelhetetlen tragédiának” nevezte szombaton a Lech Kaczyński lengyel államfőt szállító repülőgép oroszországi katasztrófáját Lech Wałęsa, a Szolidaritás szakszervezet egykori vezetője, volt elnök. „Hetven éve Katyńban a szovjetek likvidálták a lengyel elitet. Ma az a lengyel elit halt meg ott, akik azért utaztak oda, hogy az 1940-ben megölt lengyelek előtt leróják kegyeletüket” – mondta a francia hírügynökségnek Lech Wałęsa. Hasonlóan foglalt állást Aleksander Kwaśniewski volt lengyel elnök is, aki szintén nehezen uralkodott magán. „Az egy elátkozott hely” – mondta Lech Kaczyński elődje. „1940-ben a háború előtti Lengyelország elitjét gyilkolták meg ott, most ott halt meg a Harmadik Köztársaság elitje” – mondta Kwaśniewski.
Sólyom László magyar köztársasági elnök a budapesti lengyel nagykövetségen személyesen fejezte ki részvétét Kaczyński halála miatt. Bajnai Gordon miniszterelnök a kormány nevében arra kérte a magyarokat, hogy másnap, április 11-én vasárnap déli 12 órakor kétperces néma főhajtással emlékezzenek az áldozatokra. Egyúttal Kaczyński temetésének napját nemzeti gyásznappá nyilvánította, hangsúlyozva a lengyel-magyar barátság történelmi gyökereit.
Az orosz vezetők, élükön Medvegyevvel és Putyinnal nagyon hamar, a leggyorsabban fejezték ki részvétüket a lengyel nemzet felé. Ez a gyorsaság a korábbi lengyel-orosz viszonyhoz képest mindenképp meglepő volt, hiszen az oroszok nagyon sokáig el sem ismerték a Katyńban történteket. A szovjet-érában egyenesen azt állították, hogy az akció német tömeggyilkosság volt.

## A baleset áldozatai

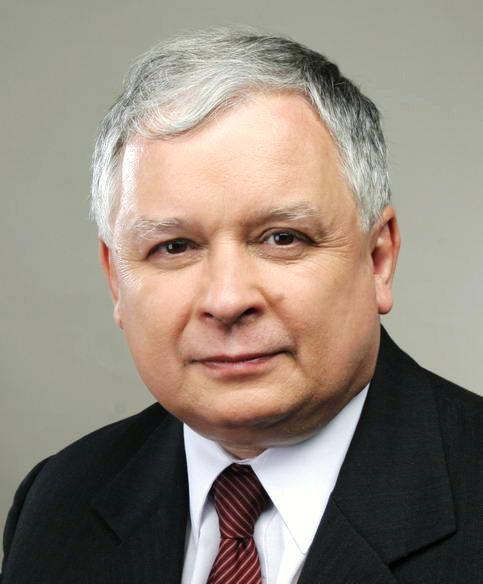
Lech Kaczyński (1949–2010)

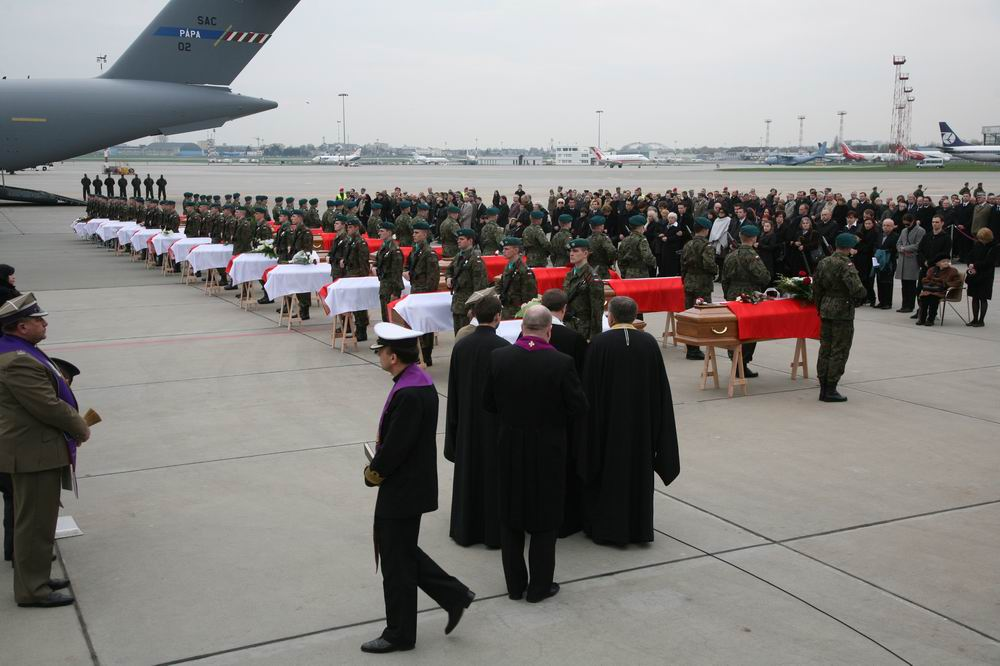
Az áldozatok koporsói a Varsó-Chopin repülőtéren, a háttérben a NATO SAC (magyar felségjelű) C–17-ese

A baleset áldozatai között volt a lengyel állami, politikai és társadalmi élet számos vezetője.

### A köztársasági elnök és környezete
- Lech Kaczyński, a Lengyel Köztársaság elnöke
- Maria Kaczyńska, az elnök felesége
- Ryszard Kaczorowski, a lengyel emigráns kormány utolsó elnöke
- Władysław Stasiak, az Elnöki Kabinet vezetője
- Paweł Wypych, államtitkár az Elnöki Kabinetben
- Mariusz Handzlik, helyettes államtitkár az Elnöki Kabinetben

### Parlamenti képviselők
- Krzysztof Putra és
- Jerzy Szmajdziński, a Szejm (képviselőház) alelnökei
- Leszek Deptuła,
- Grzegorz Dolniak,
- Grażyna Gęsicka,
- Przemysław Gosiewski,
- Izabela Jaruga-Nowacka,
- Sebastian Karpiniuk,
- Aleksandra Natalli-Świat,
- Arkadiusz Rybicki,
- Jolanta Szymanek-Deresz,
- Zbigniew Wassermann,
- Wiesław Woda,
- Edward Wojtas, a Szejm tagjai
- Krystyna Bochenek, a Szenátus alelnöke
- Janina Fetlińska és
- Stanisław Zając, szenátorok

### Kormányzati tisztségviselők
- Aleksander Szczygło, a lengyel nemzetbiztonsági hivatal vezetője, volt védelmi miniszter
- Andrzej Kremer, külügyminisztériumi helyettes államtitkár
- Stanisław Komorowski, honvédelmi minisztériumi helyettes államtitkár
- Tomasz Merta, kulturális minisztériumi helyettes államtitkár
- Andrzej Przewoźnik, a lengyel nemzeti emlékhelyek védelmére létrehozott bizottság főtitkára
- Mariusz Kazana, a külügyminisztérium protokollfőnöke

### Egyéb állami és társadalmi vezetők
- Janusz Kochanowski ombudsman
- Maciej Płażyński, a „Wspólnota Polska” (a lengyelek világszövetsége) elnöke, a Szejm volt elnöke
- Sławomir Skrzypek, a Lengyel Nemzeti Bank elnöke
- Janusz Kurtyka történész, a lengyel Nemzeti Emlékezet Intézetének vezetője
- Piotr Nurowski, a Lengyel Olimpiai Bizottság elnöke

### A fegyveres erők vezetői
A repülőgépen utazott és életét vesztette A Lengyel Köztársaság Fegyveres Erőinek hét legfőbb vezetője közül hat: a főparancsnok (a köztársasági elnök), a vezérkari főnök és mind a négy fegyvernemi parancsnok. (A hetedik, a honvédelmi miniszter nem utazott a gépen.) A tábori lelkészi szolgálat legmagasabb rangú tagjai szintén az utasok között voltak és életüket vesztették, több más katonai vezetővel együtt.
- Franciszek Gągor vezérezredes, vezérkari főnök
- Andrzej Błasik altábornagy, a Lengyel Légierő parancsnoka
- Andrzej Karweta altengernagy, a haditengerészet parancsnoka
- Tadeusz Buk vezérőrnagy, a szárazföldi erők parancsnoka
- Bronisław Kwiatkowski altábornagy, a fegyveres erők műveleti parancsnoka
- Włodzimierz Potasiński vezérőrnagy, a különleges erők parancsnoka
- Kazimierz Gilarski dandártábornok, a varsói helyőrség parancsnoka
- Tadeusz Płoski vezérőrnagy, római katolikus tábori püspök
- Miron Chodakowski dandártábornok, érsek, ortodox tábori püspök
- Adam Pilch ezredes, evangélikus tábori lelkész
- Jan Osiński alezredes, tábori lelkész

### A kormányőrség tagjai
- Jarosław Florczak alezredes
- Dariusz Michałowski százados
- Paweł Janeczek főhadnagy
- Piotr Nosek hadnagy
- Artur Francuz törzszászlós
- Jacek Surówka zászlós
- Paweł Krajewski zászlós
- Marek Uleryk zászlós
- Agnieszka Pogródka-Węcławek alzászlós

### A személyzet tagjai
- Arkadiusz Protasiuk százados (1974), pilóta
- Robert Grzywna őrnagy (1974), másodpilóta
- Artur Karol Ziętek főhadnagy (1978), navigátor
- Andrzej Michalak zászlós (1973), fedélzeti mérnök
- Barbara M. Maciejczyk (1981),[26] légiutas-kísérő
- Natalia Maria Januszko (1987),[26] légiutas-kísérő
- Justyna Moniuszko (1985),[26] légiutas-kísérő